# 蘇丹娜 (加利福尼亞州)
蘇丹娜（英語：Sultana）是位於美國加利福尼亞州圖萊里縣的一個人口普查指定地區。

## 地理
蘇丹娜的座標為36°32′44″N 119°20′24″W / 36.54556°N 119.34000°W，而該地最高點為海拔高度111米（即364英尺）。

## 人口
根據2010年美國人口普查的數據，蘇丹娜的面積為1.149平方千米，當中陸地面積為1.149平方千米，而水域面積為0.000平方千米。當地共有人口775人，而人口密度為每平方千米674人。